# Mystik

Die mittelalterliche Mystikerin Birgitta von Schweden (14. Jahrhundert)

Der Ausdruck Mystik (von altgriechisch μυστικός mystikós ‚geheimnisvoll‘, zu myein ‚Mund oder Augen schließen‘) bezeichnet Berichte und Aussagen über die Erfahrung einer göttlichen oder absoluten Wirklichkeit sowie die Bemühungen um eine solche Erfahrung.
Das Thema Mystik ist Forschungsgegenstand innerhalb der Theologien der Offenbarungsreligionen und der Religionswissenschaften, in Kultur-, Geschichts- und Literaturwissenschaft, Philosophie und Psychologie. Allerdings besteht kein übergreifender fachwissenschaftlicher Konsens zur Begriffsbestimmung.
Im alltäglichen Sprachgebrauch oder besser in einem auch wissenschaftlich weiter gefassten Sinne sowie in populärer Literatur versteht man unter Mystik meist spirituelle Erlebnisse und Aussagen, die als solche wissenschaftlich schwer objektivierbar sind („echte“ mystische Erfahrung). Die Literatur, in der der Ausdruck Mystik auch in unterschiedlichem Sinne verwendet wird, ist vielfältig. Trotz aller definitorischen Unklarheiten lassen sich charakteristische Merkmale bestimmen.

## Begriffsbestimmung
Religionsgeschichtlich versteht man unter Mystik ein religiöses Erleben, das auf „ein Wirklichkeitsganzes“ oder auf eine Gotteswirklichkeit hin ausgerichtet ist. Mystische Erfahrungen werden unter Verwendung kontextspezifischer Begriffe, Bilder und Formulierungen ausgedrückt.
In monotheistischen Religionen wie Christentum, Judentum und Islam ist mystische Erfahrung als Gotteserfahrung bzw. Glaubenserfahrung auf die göttliche Wirklichkeit bezogen. Sie findet in unterschiedlichen Begriffen und Wendungen (Theologeme) Ausdruck, die oftmals auch in Grundschriften dieser Religionen Verwendung finden: Licht, Geistestaufe, Feuer (Brennender Dornbusch), Pfingstwunder, Liebe (Briefe des Johannes), göttliches Du, Gott als innerstes Innen (bei Augustinus), Dhikr.
Nichttheistische Traditionen wie Buddhismus, Jainismus und Daoismus bringen mystische Erfahrungen zum Ausdruck, ohne sich auf eine göttliche Person, Wesenheit oder übernatürliches Geistwesen zu beziehen. Auch Vertreter des Hinduismus berichten von mystischen Erlebnissen, unter anderem Ramakrishna.
Mystische Erfahrung wird in der christlichen Mystik auch als Mysterium oder unio mystica bezeichnet, im Zen buddhistischen Kulturraum wird sie etwa als Satori oder Kenshō benannt, im hinduistischen Raum als Nirvikalpa Samadhi.
Die ‚mystische Erfahrung‘ kann als eine ‚kognitiv-emotionale transzendierende Erfahrung‘ gesehen werden. In diesem Konzept wird die komplexe und schwer fassbare Natur mystischer Erlebnisse in den Kontext der Kognition (Wahrnehmung und Denken) und der Emotion (Gefühle und affektive Zustände) einordnet. Aus dieser Perspektive wird ‚mystische Erfahrung‘ als ein intensiver, tiefgreifender Zustand beschrieben, der über die gewöhnliche Wahrnehmung und den normalen emotionalen Zustand hinausgeht und in einen transzendenten Bereich führt – eine Erfahrung, die den Menschen mit einer höheren, göttlichen oder universellen Realität in Verbindung bringt.
Je nach Tradition und Definition werden mystische Erfahrungen von ihrer jeweiligen Auswirkung (z. B. in Form von Prophetie oder göttlichen Eingebungen) abgegrenzt.

## Begriffsgeschichte
Der deutsche Ausdruck Mystik geht zurück auf das altgriechische μυστικός (mystikós), „geheimnisvoll“, das sich auf das griechische Substantiv μυστήριον (mysterion), lateinisch mysterium („Geheimnis“, aber auch „Geheimlehre“ oder „-kult“) bezieht. In diesem Zusammenhang steht auch das griechische Verb μυέειν (myéein), was „einweihen“, „beginnen“ oder „initiiert werden“ bedeutet. Das Stammwort ist aber im Griechischen μύειν (myein) zu sehen, „sich schließen“, „zusammengehen“ heißt, wie die Lippen und Augen der Teilnehmer an den Mysterien von Eleusis.
Im J.B. Metzler-Lexikon Philosophie wird die begriffliche Bedeutung in Bezug auf eine „unmittelbare Erfahrung des Absoluten“ erstmalig in den Schriften des alexandrinischen Philosophen Origenes, aus dem 3. Jahrhundert n. Chr. nachweisbar. Ziel seiner Vorstellungswelt, die im Übergang vom Mittelplatonismus zum Neuplatonismus einzuordnen ist, war eine „Gottesschau“, eine implizierte „mystischen Schau“ (altgriechisch θεορία theoria). Mit dem Titel der Schrift über die „mystische Theologie“ (Peri mystikes theologias) des Pseudo-Dionysius Areopagita, um 500 n. Chr., wurde „Mystik“ dann zu einem zentralen Begriff für eine auf eine spirituelle Erfahrung bezogene Theologie geprägt.
Der Ausdruck Mysterium wurde anfangs nur auf die Geheimlehre und den Geheimkult selbst bezogen und später auch generell im Sinne von etwas Dunklem und Geheimnisvollem verwendet (siehe etwa auch das Wort „mysteriös“). Im Alten Testament bezeichnet mystes abwertend die Kultpraxis der Kanaaniter und mystikós einen geheimnisvollen, nämlich mysteriösen Ort. Im Neuen Testament, wo diese Begriffe nicht vorkommen, bezieht sich der Ausdruck Mysterium hingegen auf den in den Gleichnissen formulierten verborgenen göttlichen Heilsplan, den Gott in Menschwerdung, Tod und Auferstehung Jesu Christi erfüllt und offenbart hat (1 Kor 2,7 ; Eph 1,9-11 ; 3,4-9; 5,32f; Kol 1,26f ). Weil dieses Mysterium schon im „inneren“ oder „mystischen“ Sinn des Alten Testaments vorausgebildet sei, kommt es zur Ausbildung einer mystischen Schriftauslegung, so schon in den Evangelien (vgl. bes. Lk 24,31f.44-47 ) und bei Paulus (vgl. 1 Kor 10,4 ; 2 Kor 3,6-18 ), dann vor allem bei Origenes, Ambrosius und Augustinus. Das lateinische Sacramentum nimmt den griechischen Begriff Mysterion wieder auf, woraus sich dann die drei christlichen Initiationssakramente herausbilden: Taufe, Firmung (Myronsalbung) und Eucharistie. Die klassische Zeit der Taufe ist die Osternacht, ihr Ort die Oster-Feier.
Auch mystisch-esoterische Geheimlehren konnten nicht auf eigene Initiative erfahren werden, sondern bedurften immer der rituellen Einweihung durch einen Führer oder esoterischen Lehrer. Dieser hieß Mystagoge (von griechisch agogein, „führen“, „leiten“). In der Spätantike findet der Ausdruck auch im philosophischen Kontext Verwendung, wenn der verborgene Sinn einer Äußerung angesprochen ist, und wird insbesondere von Proklos auf den Bereich des Göttlichen bezogen.
Im Mittelalter lebt die persönliche mystische Gotteserfahrung vor allem in den Klöstern. Höchstes Ziel des monastisch-mystischen Strebens bleibt diese Gotteserfahrung in der unio mystica, der mystischen Vereinigung mit Gott, im weiteren Sinn die Suche nach einem „Bewusstsein der unmittelbaren Gegenwart Gottes“ (Bernard McGinn). Die mystisch-geistliche Schriftauslegung bleibt dabei Grundlage bei der Suche nach unmittelbarer Gottesnähe, so insbesondere die Auslegung des Hohenliedes (etwa durch Bernhard von Clairvaux).
In der Zeit der Reformation wird in der protestantischen Theologie der vierfache Schriftsinn weitgehend auf den Literalsinn eingeschränkt. Im katholischen Raum kann sich die spanische Mystik (Ignatius von Loyola, Teresa von Avila, Johannes vom Kreuz) entwickeln.
Im 17. Jahrhundert bildete sich die substantivische Verwendung des Begriffs heraus im Sinne einer spezifischen Variante religiöser Praxis und einer spezifischen Sorte religiöser Literatur: Es wird seitdem nicht mehr von „mystischer Theologie“ als einem konstitutiven Bestandteil religiösen Denkens gesprochen, sondern von „Mystik“ als einem Typus außergewöhnlicher Verfahren, so der Mystikforscher Michel de Certeau. Ähnlich wie hin und wieder Mystik selbst bezeichnen davon abgeleitete Ausdrücke wie Mystizismus und mystisch in der heutigen Umgangssprache bei abwertender Einstellung auch als „unverständlich“ oder „rätselhaft“ empfundene Darstellungen. Aber erst im 17. Jahrhundert emanzipierte sich das Adjektiv „mystisch“  als eigenständiger Begriff.

## Mystik in den Weltreligionen

### Buddhistische Mystik
„Mystisch“ verstanden in einem weiter gefassten Sinne, ist der Buddhismus insofern, als in ihm durch eine spirituelle Erfahrung und Meditation die eigentliche Grundlage generiert wird. Dennoch ist eine im engeren Sinne gefasste „Gleichsetzung von Buddhismus und Mystik“ nur bedingt zulässig, denn in der buddhistischen Meditation, als eine der buddhistischen Erkenntnis- bzw. Geistesschulungen, geht es nicht um die Weckung von mystischen Erlebnissen und Zuständen und sie erstrebt auch keine Vereinigung des Meditanten mit einer letzten Wirklichkeit.
In der buddhistischen Mystik, die insbesondere in den Strömungen des Mahayana verbreitet ist, geht es wie in allen buddhistischen Schulen nicht um direkte Erfahrung eines göttlichen Wesens. Die Natur des Geistes wird als nicht-dual verstanden. Dies ist jedoch in der Regel nicht bewusst und wird durch das Anhaften am Ich verschleiert. Aus dieser grundlegenden Unwissenheit entsteht die Vorstellung eines unabhängig von anderen Phänomenen existierenden Ichs. Damit geht das Auftreten der Geistesgifte Verwirrung/Unwissenheit, Hass, Gier, Neid und Stolz einher, die Ursachen allen Leidens. Ziel ist es, die Geistesgifte in ursprüngliche Weisheit umzuwandeln, die Ich-Vorstellung aufzulösen und die den unerleuchteten Wesen eigene Aufspaltung der Phänomene in Subjekt und Objekt zu überwinden. Die den fühlenden Wesen innewohnende, bis dahin verschleierte Buddha-Natur wird als immer schon zugrunde liegend erkannt. Wer dies erreicht, wird erleuchtet oder schlicht Buddha genannt. Praktiken wie Meditation, Gebet, Opferdarbringungen, verschiedene Yogas und spezielle tantrische Techniken sollen dies ermöglichen.

### Christliche Mystik
Die mystische Auslegung der Heiligen Schrift zielt auf die Erkenntnis der Gotteswirklichkeit. Große Bedeutung für mystische Texte haben biblische Metaphern wie die Reinheit des Herzens in der Seligpreisung der Bergpredigt (Selig, die ein reines Herz haben, denn sie werden Gott schauen, Mt 5,8) oder das Einwohnen Gottes bzw. Christi im Herzen (Eph 3,17; Gal 2,20; Joh 14,15–23). Solche Metaphern finden sich sowohl bei östlichen wie bei den westlichen Kirchenvätern wie auch in späteren Texten der Mystik. Das „Gott schauen“ (vgl. auch Pfingstwunder, Taufe im Heiligen Geist, Bekehrungserlebnis des Paulus) noch zu Lebzeiten kann als das klassische mystische Erlebnis schlechthin angesehen werden.
Mittelalter: Von den früheren Mystikern dieser Epoche zu nennen wäre Meister Eckhart, denn die Lektüre seines Werkes vermag ein verbreitetes Missverständnis bezüglich dessen zu klären, was Mystik bedeutet: Eckharts Schriften sind nicht ‚mysteriös‘, als vielmehr durchdrungen von präziser Logik, die dazu höchsten poetischen Ansprüchen genügt, herausragend darunter die Predigt zur „Seligkeit der Armen im Geiste“. Auch diese Schrift stellt einen Bezug zur Bergpredigt her, jedoch erlangt sie die mystische (Mystik von griechisch myein ‚schließe die Augen, Ohren, den Mund‘ um Gottes Willen inwendig zu erforschen) Schau Gottes in selbem Maße wie über das Herz, über das Denken. Frühere christliche Theologen, wie Augustinus im Anschluss an Paulus als einer der ersten Kirchenväter, verbanden die christliche Lehre mit der Eucharistie.
Daran knüpfte der Kirchenlehrer Thomas von Aquin an: die Kirche selbst sei der mystische Leib Christi. Dies war und ist nicht selbstverständlich, denn zumeist wurde der Ausdruck „mystischer Leib“ direkt als auf die eucharistische Szene des letzten Abendmahls Jesu bezogen verstanden, so stellt die Kirche als der wahre Leib Christi eine Erweiterung oder Abweichung dar, je nach Perspektive. Um diese im Anschluss an Augustinus unter den Theologen ausgebrochene Diskussion zu beenden, bestimmte die Enzyklika Mystici corporis Papst Pius’ XII. (1943), der mystische Leib Christi und die römisch-katholische Kirche seien „ein und dasselbe“. Der christliche Mystiker Angelus Silesius erhöht wiederum die Gottesmutter mystisch: „Maria wird genannt ein Thron und Gotts Gezelt,/ Eine Arche, Burg, Turm, Haus, ein Brunn, Baum, Garten, Spiegel,/ Ein Meer, ein Stern, der Mond, die Morgenröt, ein Hügel./ Wie kann sie alles sein? Sie ist eine andre Welt.“ Die Gottesmutter Maria repräsentiert die Welt des Leiblichen, die mit der Welt des Geistes „hochzeitlich“ verbunden ist. Diese Analogie zeigt sich auch in den Mariensamstagen: „Der engen Beziehung zwischen Samstag und Maria im katholischen Christentum entspricht in der jüdischen Mystik die enge Beziehung zwischen dem Sabbat und der Schechina.“
Zahlreiche Autoren finden im Kontext der Mystik Ansatzstellen für einen interreligiösen Dialog, insbesondere zwischen Christentum und Buddhismus. Daisetz T. Suzuki beispielsweise zeigte sich bereits in den 1950er Jahren von Meister Eckhart sehr beeindruckt. Der Ansatz des interreligiösen Dialogs wird unter anderem in der Meditationskirche Heilig-Kreuz – Zentrum für christliche Meditation und Spiritualität des Bistums Limburg verfolgt.

### Daoistische Mystik
Die in China entstandene Philosophie und Religion des Daoismus besitzt in ihren verschiedenen Formen eine spezifische Mystik. Schon die ältesten Texte, die sich mit dem Dao, dem Urgrund des Daseins, befassen, das Daodejing und Zhuangzi, beschäftigen sich mit der Idee des Erlangens des Ureinen und der mystischen Innenschau sowie einer bestimmten geistigen Haltung, die den daoistischen Mystiker auszeichnet. Die ab dem 2. Jahrhundert entstandene daoistische Religion hatte dann in ihren verschiedenen Schulen einen ausgeprägten Hang zu mystischen Formen von Ritual und Magie, Meditation und Innenschau, basierend auf komplexen Annahmen über die Natur des Dao und des daraus entstandenen Kosmos.

### Hinduistische Mystik
Nach hinduistischen Lehren ist eine Einheitserfahrung mit dem göttlichen Brahman möglich. Schon in den Upanishaden (Vedanta) wird das höchste Absolute, das Brahman, mit dem Selbst, dem Wesen der Person, Atman, gleichgesetzt worden. Final ist für den Adepten letztlich, das Samsara, den immerwährenden Zyklus des Seins, den Kreislauf von Werden und Vergehen, den Kreislauf der Wiedergeburten aufzuheben oder zu überwinden. Dias geschieht durch eine nicht-theistischen Versenkung mit dem eigenschaftslosen Absoluten, um mit diesem eins zu werden. Das ist in Worten kaum wiederzugeben, da Begriffe es nicht fassen. Typische Beschreibungen bedienen sich Metaphern wie: das Bewusstsein weitet sich ins Unendliche, ist ohne Grenzen, man erfährt sich aufgehoben in einer Wirklichkeit unaussprechlichen Lichts und unaussprechlicher Einheit (Brahman). Dieser Einheitserfahrung entspricht die Lehre der Einheit von Atman (Seele) und göttlichem Brahman.
Das Einssein fassen verschiedene Vertreter unterschiedlich auf:
- pantheistisch: Gott ist eins mit dem Kosmos und der Natur und damit auch im Inneren des Menschen zu finden.
- panentheistisch: Die Seelen behalten einen Eigenstand, wenngleich mit dem Brahman unauflöslich verbunden.
- monotheistisch: Einheit in Vielfalt. Qualitative Einheit und gleichzeitige individuelle Vielfalt, die der Seele eine ewige mystische Liebesverbindung mit Gott ermöglicht (Vishishta-Advaita).

Nach hinduistischer Lehre ist die alltägliche Wahrnehmung auf vieles gerichtet, die mystische Erfahrung aber eine Einheitserfahrung. Das ‚göttliche Eine‘ ist in allem gegenwärtig, jedoch nicht einfachhin erfahrbar. Es zu erfahren setzt voraus, die Wahrnehmungsart zu ändern. Dazu dienen Konzentrationstechniken des Yoga, Meditation und die Askese als Enthaltung und Verzicht. Askese führt zur Freiheit gegenüber weltlichen Bedürfnissen. Dies kann Essen und Trinken, Sexualität oder Machtstreben einschränken.

### Islamische Mystik

#### Sufismus
Der Sufismus (تصوف / taṣawwuf) ist eine mystische religiöse Bewegung, die im 8. bis 9. Jahrhundert n. Chr. unter den Muslimen des Iraks zu entstehen begann. Nach einer Überlieferung (Hadith) des Propheten Mohammed sagt Gott den Menschen: „Es gibt siebzig [oder siebenhundert oder siebentausend] Schleier zwischen euch und Mir, aber keinen zwischen Mir und euch.“ Dieser – in unterschiedlichem Wortlaut überlieferte – Ausspruch wird von al-Ghazālī und Ibn Arabi rezipiert. Letzterer bezieht die Schleier auf die Erscheinungen Gottes (arabisch تجليات tadschalliyat, DMG taǧalliyyāt).
Die Sufis pflegten verschiedene asketische Ideale wie arabisch زهد zuhd ‚Weltentsagung‘ und arabisch فقر faqr ‚Armut‘ oder ‚Bedürftigkeit im spirituellen Kontext‘ und führten den Kampf gegen die ‚Triebseele‘. Entsprechend koranischer Aufforderungen (so Sure 2:152; 33:41f) widmeten sie dem Gedenken (Dhikr) und Lobpreis (Tasbih) Gottes größte Aufmerksamkeit.
Wichtige historische Vertreter der islamischen Mystik sind Yunus Emre (1240–1321), al-Ghazālī (ca. 1055–1111), Hafis (ca. 1315–1390), Schams-e Tabrizi (12. und 13. Jahrhundert), Ibn Arabi (1165–1240) und Dschalal ad-Din ar-Rumi  (1207–1273), auch kurz Rumi genannt, der in die Mystik von einem Murschid mit dem Namen Sayyid Burhanuddin Muhaqqiq Tirmidhi (gestorben 1391) in den Sufismus eingeführt wurde.
Im Islam gibt es in Orden organisierte Strömungen, die als sufiyya bzw. tasawwuf bezeichnet werden. Beide Ausdrücke werden bisweilen mit „Mystik“ wiedergeben, weil es in diesem institutionellen Kontext ähnliche Lehren und Praktiken gibt, wie sie im westlichen Kulturraum oft mit dem Terminus „Mystik“ verbunden werden.
Im Laufe der Jahrhunderte entwickelte sich der Sufismus weiter und es entstanden verschiedene spirituelle Schulen und Orden. Die Hauptrichtungen des Sufismus können in mehrere bekannte Orden unterteilt werden, die jeweils spezifische Praktiken und Schwerpunkte haben:
- Qadiriyya, einer der ältesten und bekanntesten Sufi-Orden aus dem 12. Jahrhundert.
- Chishtiyya, wurde im 11. Jahrhundert in Indien gegründet.
- Naqshbandiyya,  wurde im 14. Jahrhundert von Baha-ud-Din Naqschband in Zentralasien gegründet.
- Mevleviyya, der „Tanz-Orden“ oder die „tanzenden Derwische“, wurde dieser Orden im 13. Jahrhundert von Jalal ad-Din Rumi (1207–1273) in Anatolien gegründet.
- Shadhiliyya, der Orden wurde im 13. Jahrhundert in Nordafrika gegründet.
- Tijaniyya, bedeutender Sufi-Orden, der im 18. Jahrhundert in Nordafrika von Ahmad al-Tijani gegründet wurde.

Einige Vertreter des Sufismus lehren, dass Gott in jeden Menschen einen göttlichen Funken gelegt hat, der im tiefsten Herzen verborgen ist. Diesen Funken verschleiert die Hinwendung zu allem, was nicht Gott ist – etwa ein Wichtignehmen der materiellen Welt, Achtlosigkeit und Vergesslichkeit (Nafs). Die Sufis praktizieren eine tägliche Übung namens Dhikr, was Gedenken (also Gedenken an Gott oder Dhikrullah) bedeutet. Dabei rezitieren sie bestimmte Stellen aus dem Koran und wiederholen eine bestimmte Anzahl der neunundneunzig Attribute Gottes. Darüber hinaus kennen die meisten sufischen Orden (Tariqas) ein wöchentliches Zusammentreffen in einer Tekke (türkisch, arabisch: Zawiya), bei dem neben der Pflege der Gemeinschaft und dem gemeinsamen Salat (Gebet) ebenfalls ein Dhikr ausgeführt wird. Je nach Orden kann dieser Dhikr auch Sama (Musik), bestimmte Körperbewegungen und Atmungsübungen beinhalten.

#### Weitere
Auf solche sufische Einflüsse berufen sich auch Alawiten, und in der alevitischen Lehre wird Mystik als Fundament des Glaubens verstanden.
Auch das Drusentum ist eine mystische Abspaltung des Islam, die sich so weit vom Islam entfernt hat, dass sie heute als eigenständige Religion zählt.

### Jüdische Mystik
Im Judentum hat die Mystik besonders in der Kabbala eine breite Tradition. In der Kabbala, einer mystischen Tradition des Judentums, wird betont, dass die Erfahrung Gottes oder des Göttlichen nicht nur kognitiv verstanden werden kann, sondern auch eine tief emotionale und transformative Dimension hat.
Die Befreiung des göttlichen Urlichts aus der ‚Umhüllung‘ der ‚Buchstaben der Schöpfung‘ ist das zentrale Anliegen der Kabbala. Nach der kabbalistischen Überlieferung gibt es eine enge Beziehung zwischen der Wiederherstellung des Menschen in seiner ursprünglichen Geistnatur, die sich in der Gottesschau (contemplatio) erfüllt, und der Wiederherstellung der Bibel als Wort Gottes in seinem ursprünglichen (oder messianischen) Verständnis. Mit dem Kommen des Messias und seiner Zeit wird der ursprüngliche mystische Sinn der Tora universell verstehbar und zugleich zieht der Mensch wieder das ‚Lichtkleid’ der göttlichen Herrlichkeit an, das mit der Vertreibung aus dem Gan Eden durch ein „Tierfell“ (Gen 3,21 ) eingetauscht wurde.
Die Mystik des tieferen Verstehens der Tora sei keine Sache des eigenen Willens oder der Willkür und Beliebigkeit, sondern Geschenk des jüdischen Messias, als „König des achten Tages“, und seiner messianischen Zeit mit der Auferstehung der Toten und universellem Tora-Verständnisses am ‚achten Tag‘ (Jüngster Tag) zusammengehört. Die Auferstehung von den Toten in der messianischen Zeit als Neuschöpfung übersteigt die 7-Tage-Schöpfung und den Schabbat als 7. Tag, der in der jüdischen Schabbat-Mystik als Symbol für Gottes Gegenwart in der Welt (Schechina) als „Königin Schabbat“ und „Braut“ verehrt wird. Die Schechina gilt als das ‚Ewig-Weibliche‘, doch wird sie auch unter männlichen Namen genannt, nämlich „wenn im Status der heiligen unio das Weibliche als im Männlichen enthalten und aufgehoben betrachtet wird und dann unter dem Symbol des Männlichen selber erscheinen kann, da in diesem Stand keinerlei Scheidung zwischen ihnen mehr statthat“. Wird zwischen dem Männlichen und Weiblichen unterschieden. dann wird das Männliche als die ‚obere‘ Schechina oder als ‚König‘ betrachtet, das Weibliche hingegen als die ‚untere‘ Schechina oder als ‚Königreich‘, das heißt als im corpus der Gemeinde Israel symbolisch vorgestellte Königsherrschaft Gottes in der Welt (im kabbalistischen Sephiroth-Baum die 10. Sephira Malchut). Auf diese ‚untere‘ Schechina werden alle eindeutig weiblichen Symbole der Jüdischen Bibel, etwa aus der Weisheitsliteratur oder dem Hohenlied der Liebe übertragen: „Nacht, Mond, Erde, Trockenes, Brachjahr, Tor – das sind nur einige der beliebtesten Bezeichnungen, unter denen von ihr gesprochen wird. Als Garten, in dem alle Pflanzungen wachsen; als Brunnen, der sich vom Quellwasser füllt, und als Meer, in das die Flüsse strömen; als Schrein und Tresor, in dem die Schätze des Lebens und alle Mysterien der Tora aufbewahrt sind, ist sie, wie in hundert ähnlichen Allegorien, als das Rezeptakel aller Potenzen dargestellt, die sich in ihr nun zu ihrer positiven Gestalt verbinden – freilich nur, wenn sie in die Schechina eintreten.“
Wie der Schabbat als Zeichen der Gegenwart Gottes (Ex 31,17 ) der Schöpfung ihre innere Sinnstruktur gibt, so fällt das Halten des Schabbats mit dem Halten der Tora als Sinnstruktur des Menschen in eins: „Wer immer den Šabbat hält, erfüllt die ganze Thora“ (Rabbi Schimon ben Jochai). Der Schabbat als 7. Tag aber ist schon ‚Vorgeschmack der kommenden Welt‘ des jenseitigen 8. Tages der Einheit oder der Ewigkeit.
Das mystische ‚Erleben des Ewigen hier‘ ist auch das Ziel der beschaulichen Betrachtung der Tora. Wer in das tiefere, mystische Schriftverständnis als „Geheimnis des Glaubens“ eingeweiht werden möchte, der muss darum so werben, wie ein liebender Bräutigam um seine geliebte Braut wirbt. Denn die Tora offenbart sich nach einer berühmten Parabel des Buches Zohar „nur dem, der sie liebt. Die Tora weiß, dass jener Mystiker (Chakim libba, wörtlich: der Herzensweisheit hat) täglich das Tor ihres Hauses umkreist. Was tut sie? Sie enthüllt ihm ihr Antlitz aus ihrem verborgenen Palast und winkt ihm zu und kehrt sofort an ihren Ort zurück und verbirgt sich. Alle, die dort sind, sehen es nicht und wissen es nicht, nur er allein, und sein Inneres, sein Herz und seine Seele gehen nach ihr aus. Und daher auch ist die Tora offenbar und verborgen und geht in Liebe zu ihrem Geliebten und erweckt die Liebe bei ihm. Komm und sieh, so ist der Weg der Tora.“ Noch der jüdische Religionsphilosoph, Mystiker und Rabbiner des Konservativen Judentums Abraham Joshua Heschel (1907–1972), vor seiner Emigration in die USA kurzzeitig Nachfolger von Martin Buber am Jüdischen Lehrhaus in Frankfurt am Main, beklagte in seinem Aufsatz Der einzelne Jude und seine Pflichten (1957), dass in der jüdischen Tradition der mystische Geist diskreditiert worden sei.
Einige wichtige Vertreter und Quellen sind Jochanan ben Sakkai (1. Jahrhundert), Rabbi Akiba und sein Schüler Schimon ben Jochai, das Buch Jezira (3.–6. Jahrhundert), Abraham Abulafia (1240–1292), Josef Gikatilla (1248–1325?), der Text des Sohars (Ende 13. Jahrhundert), Isaak Luria (1534–1572), Gershom Scholem und Friedrich Weinreb.

## Mystik als Forschungsgegenstand
Aufgrund der körperlichen Begleiterscheinungen wie Ekstasen, Konvulsionen, Inedie, Stigmata, allgemeiner veränderte Bewusstseinszustände, (englisch altered state of consciousness (ASC)) usw. wurde im 12. Jahrhundert die Erlebnismystik, nicht die theoretische oder philosophische Mystik, gelegentlich als krankhafte Erscheinung erklärt.
Verbreitet ist die Unterscheidung zwischen „echter“ und „unechter“ mystischer Erfahrung. Als „unecht“ werden Erlebnisse bezeichnet, die nachweislich und ausschließlich eine medizinisch erklärbare Ursache haben (etwa Drogeneinfluss und Halluzination), als „echt“ Erfahrungen, für die eine befriedigende physiologische Erklärung nicht vorliegt oder aufgrund der Umstände nicht gegeben werden kann. Je nach Definition kann auch die Auswirkung von mystischen Erfahrungen, etwa Prophetie, als mystisches Erlebnis gelten.
Handelt es sich bei einer mystischen Erfahrung um ein unerwartetes, spontanes Ereignis von kurzer Dauer, so können Forschungsansätze ausschließlich Berichte darüber analysieren, da keine Untersuchung während des Vorgangs möglich ist. Wissenschaftlich untersuchbar sind allenfalls der Zustand und das Verhalten der Person vor und nach mehrmaligem mystischem Erleben. Zu den bekannteren Forschern zählen für die jeweiligen Einzelwissenschaften:
- Theologie: Peter Dyckhoff, Karl Rahner, Dorothee Sölle, Sabine Bobert, Ernst Troeltsch, Joseph Maréchal, Dietmar Mieth, Gershom Scholem, Hans Urs von Balthasar, Walter Nigg.
- Theologiegeschichte: Rudolf Haubst, Vladimir Lossky, Hugo Rahner, Josef Sudbrack, William J. Hoye.
- Literaturwissenschaft: Bernhard Teuber, Alois Maria Haas, Walter Haug, Niklaus Largier, Kurt Ruh, Michael Egerding, Burkhard Hasebrink, Susanne Köbele, Otto Langer.
- Religionswissenschaft: Rudolf Otto, Annemarie Schimmel, John Walbridge, Roland Pietsch, Richard King, Thomas A. Forsthoefel, Robert H. Sharf.
- Geschichtswissenschaft: Bernard McGinn, Michel de Certeau, Peter Dinzelbacher, Robert E. Lerner.
- Philosophie: Gottfried Wilhelm Leibniz, William James, William Alston, Jerome Gellman, Steven T. Katz, C. D. Broad, Evan Fales, J. William Forgie, Wayne Proudfoot, Johannes Heinrichs.
- Philosophiegeschichte: Jasper Hopkins, Karl Albert, Ian Almond, John D. Caputo, Oliver Davies, Maurice de Gandillac, Alain de Libera, Kurt Flasch, Werner Beierwaltes, Joseph Bernhart, Ruedi Imbach, Josef Koch, sein Schüler Joachim Kopper, Klaus Kremer, Andrew Louth, Burkhard Mojsisch, Michael Sells, Loris Sturlese, Frank Tobin, Elliot R. Wolfson.
- Psychologie: William James[43], Carl Albrecht, Eugene d’Aquili, Andrew Newberg, James H. Austin, Michael A. Persinger, Peter Fenwick, C. G. Jung, Viktor Frankl

## Rezeption in Philosophie und Psychologie
- Der analytische Psychologe Carl Gustav Jung versteht Mystik als religionsunabhängige innere Kontemplation jenseits der Spaltung in verschiedene Konfessionen und Bekenntnisse. Ein Vorbild für ihn ist der Schweizer Mystiker Niklaus von Flüe (Bruder Klaus).
- Ludwig Wittgenstein hat sich u. a. in Tagebüchern und zum Schluss seines Tractatus Logico-Philosophicus und anderen Schriften, über Mystik geäußert: „Es gibt allerdings Unaussprechliches: Dies zeigt sich, es ist das Mystische.“[44]
- Einige Theoretiker aus dem Kontext der Systemtheorie haben Studien zur Mystik vorgelegt, darunter Niklas Luhmann und Peter Fuchs.
- Der Psychologe Erich Fromm, der einem säkularen Judentum nahesteht und von Maimonides und Meister Eckhart beeinflusst wurde, hat sich auch zu Zusammenhängen von Mystik und Politik geäußert (am Ende seines Werks Haben oder Sein).
- Karl Jaspers schrieb von einer „Auflösung des Subjekt-Objektverhältnisses, d. h. der Aufhebung sowohl der Ausbreitung der gegenständlichen Welt wie der persönlichen Individualität … [und kritisierte] In der mystischen Einstellung fehlt alles Rationale: Es gibt keine logische Form, keinen Gegensatz, keinen Widerspruch. Alle Relativitäten des Gegenständlichen, alle Unendlichkeiten und Antinomien bestehen nicht.“[45] Als ein Gegenkonzept zur Mystik entwickelte Jaspers das Konzept des „Umgreifenden“,[46] in das der Mensch in einem ständigen Kampf auch klar denkend und sich der offenen Diskussion stellend eindringen könne.
- Der Semiotiker Johannes Heinrichs schlägt erstmals einen semiotischen und strukturellen Mystikbegriff vor, der keine konfessionellen Voraussetzungen macht.[47]

## Bezug zur Lebenswelt
Zugewandtheit zu einer göttlichen oder absoluten Gesamtwirklichkeit (auch bei Abwesenheit von innerem oder äußerem biologischen Verhalten durch z. B. Fasten, Askese und Zölibat oder den Rückzug in die Einsamkeit als Eremit) hat in vielen Religionen eine lange Tradition. Seltener wird auch beansprucht, eine solche Haltung sei Vorbedingung mystischer Erfahrung. Augustinus meinte, Voraussetzung dafür sei die Gnade Gottes. Andere Traditionen betonen die Gleichwertigkeit von Kontemplation und aktivem Leben. Auch die christliche Mystik spricht in diesem Zusammenhang von „vita activa“ und „vita contemplativa“. Beide Seiten gehören etwa für Meister Eckhart stets zusammen. Teilweise wird auch ein wesentlicher Zusammenhang von Mystik und Politik beansprucht, wie er sich etwa bei Nikolaus von Flüe, Meister Eckhart, Martin Luther, Juliane von Krüdener, Mahatma Gandhi, Dag Hammarskjöld, Dalai Lama findet.
In ihrem wohl bekanntesten Werk, dem 1997 erschienenen Buch Mystik und Widerstand, spricht sich die evangelisch-lutherische Theologin Dorothee Sölle für die Überwindung des vermeintlichen Gegensatzes von kontemplativer Transzendenzerfahrung und politisch-gesellschaftlichem Engagement aus. Sie zeigt auf, dass Persönlichkeiten wie der Sklavenbefreier und Quäker John Woolman, der ehemalige Generalsekretär der UNO Dag Hammarskjöld und der Bürgerrechtler Martin Luther King ihre Kraft zum Widerstand gegen gesellschaftliches Unrecht aus ihren mystischen Erfahrungen schöpften. Mystische Erfahrung bedeute demnach kein bewusstes Abwenden von der Welt, sondern die direkte Transzendenzerfahrung fördere gerade ein demokratisches Glaubensverständnis. Auch der in der mystischen Tradition stehende Spiritualismus Thomas Müntzers wird als ein wesentlicher Auslöser der Bauernkriege angesehen.
Interesse für klassische Texte der Mystik und Kontemplation schließt unethisches politisches Handeln nicht aus. So soll Heinrich Himmler ständig eine Ausgabe der Bhagavad Gita bei sich getragen haben. Auch sollen er und seine „Elite“ regelmäßig ein Ritual vollzogen haben, das sie Meditation nannten.
Auch Traditionen des Zen betonen, dass Spiritualität und Alltag nicht entkoppelt werden dürfen. So beschreiben etwa die Verse „Der Ochse und sein Hirte“ den Entwicklungsweg eines Zen-Schülers im alten Japan und enden mit der Rückkehr auf den Marktplatz. Auch der Zen-Meister Willigis Jäger betont: „Ein spiritueller Weg, der nicht in den Alltag führt, ist ein Irrweg.“

## Unsagbarkeit
Viele Berichte von mystischer Erfahrung betonen, dass kein Begriff und keine Aussage auch nur annähernd passen. Das Erfahrene ist, auch abhängig von soziokulturellen Bedingungen, höchstens umschreibbar. Bei gleichzeitiger Nichtbenennbarkeit und dem Verlangen, von der Erfahrung dennoch nicht nur zu schweigen, bedient sich Mystik oft auch metaphorischer Stilmittel.
- Verschiedene biblische Texte sprechen die Nichtabbildbarkeit und Unnennbarkeit Gottes im Diesseits und die Erkenntnis während einer mystischen Erfahrung (z. B. Taufe im Heiligen Geist) im Jenseits (vgl. z. B. Jüngstes Gericht im Reich Gottes) an. (Beispielsweise 1 Tim 6,16: „Gott, der in unzugänglichem Licht wohnt, den kein Mensch gesehen hat.“, 1 Kor 13,12: „Jetzt schauen wir in einen Spiegel und sehen nur rätselhafte Umrisse, dann aber schauen wir von Angesicht zu Angesicht. Jetzt erkenne ich unvollkommen, dann aber werde ich durch und durch erkennen.“)
- Von Thomas von Aquin, dem wirkungsgeschichtlich bedeutenden mittelalterlichen Theologen, wird legendarisch berichtet, er habe nach einer mystischen Erfahrung seine Bücher verbrennen wollen, da er dadurch erkannt habe, dass alle Gott zuschreibbaren Begriffe mehr falsch als richtig sind. Tatsächlich reflektiert die thomanische Analogielehre die Beschreibbarkeit und Unbeschreibbarkeit Gottes.
- Buddha hat das mystisch Erfahrene nicht als göttlich, aber auch nicht als natürlich bezeichnet. Die höchste Wirklichkeit sei kein göttliches Wesen, das mit Verstand und Willen ausgestattet sei und handele, sondern alles überstrahlender Friede und Glückseligkeit. Die höchste Wirklichkeit bewahre Menschen auch nicht vor Unglück oder befreie nicht aus Lebensgefahren, wenn man sie in Gebeten inständig darum bäte, sondern in der Welt geschehe viel unabänderliches Leid, und dennoch sei alles in dieser höchsten Wirklichkeit geborgen. Die höchste Wirklichkeit erschaffe nicht die vielen Weltdinge, wie die Quelle einen Bach hervorbringe oder wie ein Künstler sein Kunstwerk erschaffe. Über die Entstehung der Weltdinge sei nichts wissbar. Die höchste Wirklichkeit sei einfach da als souveräne, unantastbare, absolut erfüllende Wirklichkeit, die Menschen prinzipiell wahrnehmen können. Aus der mystischen Erfahrung heraus werden alle Phänomene auch als Leerheit (Nichts) beschrieben, in dem Sinne, dass sie leer von einem ihnen innewohnenden Sein sind. Das mystisch Erfahrene wird auch als Wirklichkeit beschrieben, in der es kein Leid, keinen Tod und keine Entwicklung mehr gibt, die eine absolute Erfüllung und Seligkeit bedeutet – ganz anders jedoch, als man sich Glückseligkeit vorstellen könnte und zu sagen wüsste.
- Laozi nennt die allem Sein zugrunde liegende Wirklichkeit Dao. „Das Dao ist namenlos verborgen/ und doch ist es das Dao, das alles erhält und vollendet.“ Er meint, dass über die höchste Wirklichkeit keine rationale Aussage gemacht werden könne, sie jedoch erfahrbar sei. Wer dem Dao folge und in Übereinstimmung mit seiner Natur handle, „zu dem kommen die zehntausend Dinge. Sie kommen zu ihm und leiden keinen Schaden, finden Frieden, finden Ruhe, finden Einigkeit.“
- In philosophisch-theologischen Traditionen können als wichtige Vertreter Nikolaus von Kues, Meister Eckhart und Hildegard von Bingen genannt werden.